# Олп (Канзас)
Олп (енгл. Olpe) град је у америчкој савезној држави Канзас.

## Демографија
По попису из 2010. године број становника је 546, што је 42 (8,3%) становника више него 2000. године.
| Група             | 2000.       | 2010.       |
| Белци             | 485 (96,2%) | 537 (98,4%) |
| Афроамериканци    | 2 (0,4%)    | 1 (0,2%)    |
| Азијати           | 0 (0,0%)    | 0 (0,0%)    |
| Хиспаноамериканци | 13 (2,6%)   | 3 (0,5%)    |
| Укупно            | 504         | 546         |